# ファミリークイズ 4人はライバル
『ファミリークイズ 4人はライバル』は、1988年にアテナが発売したファミリーコンピュータ用のクイズゲームである。1〜4人で遊ぶことができる。

## 概要
このゲームの根幹は「早押しクイズ」である。問題文が表示されたあと、選択肢が少しずつ表示されてくるので、「答えがわかった」と思ったときに、自分のボタンを押して解答権を得て、解答する。その結果（正解・誤答および時間切れ）により、点数が上下する。規定の点数に一番先に達した者か、ゲーム終了時点で最も点数の良かった者が優勝者となる。時々「ダブルクイズ」「デビルクイズ」が出題され、これに正解すると2倍の点数を獲得できたり、相手の邪魔をすることができる。

## 各ステージの詳細
4つのルールで遊ぶことができるが、1人プレイができるのはハイマスターパークのみである。

### ハイマスターパーク
- アップダウンクイズに似たようなルール。
- 通常は、1問正解すると100点獲得。1問正解で風船が点灯し、その状態でもう1問正解すればゴンドラが1段階上がる。
- 最初に5段階目に到達した（1000点先取した）プレイヤーが優勝となる。
- 誤答・お手つきは、ゴンドラが最下段に下がり、得点が0点に戻る。
- このモードのみ、コンピュータープレイヤーを相手にして、1人で遊ぶことができる。

ダブルクイズ
正解すると200点が与えられる。つまり2問正解したことになり、一気にゴンドラを1段階上げることができる。
デビルクイズ
正解すると好きな相手のゴンドラを1段階下げ、風船が点灯していた場合はその点灯も消すことができる。つまり実質200点もしくは300点減らすことができる。

### パネルマランド
- パネルクイズ アタック25と同様のルール。ただし、アタックチャンスはなく、その代わりに「ダブルクイズ」「デビルクイズ」が用意されている。
- 8×8の64マスで、相手のパネルを挟んで自分のパネルに変え合う。
- 通常は、1問正解する度にパネルを1枚獲得。この時、縦・横・斜めで相手のパネルを挟むことができれば、それらのパネルをひっくり返して自分のパネルに変えることができる。
- 誤答・お手つきは、次の問題の解答権を失う。
- 取れるパネルが無くなったらゲーム終了。最終的に最も多くパネルを獲得していたプレイヤーが優勝となる。
  - トップが同点で2人以上いた場合は、同点決勝問題。1問先取の早押しクイズで、これに勝った人が優勝となる。ちなみに、誤答・お手つきは、次の問題の解答権を失う。

ダブルクイズ
正解すると2回（2枚）パネルを獲得することができる。
デビルクイズ
正解すると、既に置かれている相手のパネルを1枚自分のものにできる。当然、選んだ場所の上下左右および斜め方向に自分のパネルがある場合は、その間にあるパネルもすべて自分のものに変わる。

### ルーレットキャッスル
- 双六をベースにした内容。各プレイヤーは、盤の四隅からスタートして、まず外周を一周、その後中央のゴールに向かって進む。
- 通常は、1問正解する度にルーレットを1回回して、止まった数（0～5）だけ自分のコマを進める。点数は、1マスにつき100点。
- 誤答・お手つきは、次の問題の解答権を失う。
- 最初に中央のゴールにぴったり止まれば優勝。進むときに数が余ったら、その分だけ戻らないといけない。また隅まで戻りきらないと、再度進むことができない。

ダブルクイズ
正解すると、2回ルーレットを回すことができる。
デビルクイズ
正解すると、好きな相手のコマを5マス戻すことができる。

### セレクターワールド
- 神経衰弱をベースにした内容。予め画面に、20枚の麻雀牌が裏返しになって並べられている。
- 通常は、1問正解する度に牌を2枚選んでめくり、同じ文字の牌を揃えることができれば、その1組（200点）を獲得。更に、続けて牌をめくることができる。揃わなかった時点で、早押しクイズに戻る。
- 誤答・お手つきは、次の問題の解答権を失う。
- 20牌全て無くなった時点で、最も多く牌のペアを獲得していたプレイヤーが優勝。
  - トップが同点で2人以上いた場合は、同点決勝問題。1問先取の早押しクイズで、これに勝った人が優勝となる。ちなみに、誤答・お手つきは、次の問題の解答権を失う。

ダブルクイズ
正解すると、牌をめくる権利が2回与えられる（1度失敗しても、もう1回牌をめくることができる）。
デビルクイズ
正解すると、相手を1人指名。指名されたプレイヤーは牌を1組、場に戻さないといけない（自分を指名することもできる）。場に戻った牌はシャッフル等されないため、場所さえ覚えていればクイズ正解時に容易に獲得できる。

## リメイク作
プレイステーション用として発売されていたSIMPLEシリーズの、Vol.34『THE クイズ番組』は、このゲームのリメイク版である。問題数の増加、グラフィックの強化が為されているだけでなく、「ハイマスターパーク」は1問正解でゴンドラが上がるようにルールが変わり（ダブルクイズでは2段階上がる）、「パネルマランド」はマス目が6×6に変更され、「セレクターワールド」は麻雀牌から国旗に変わっている。